# Isabella Calthorpe
Isabella Calthorpe (3 de marzo de 1980) es una socialite, actriz y modelo inglesa.

## Primeros años
Calthorpe nació el 3 de marzo de 1980 en el Royal Hampshire County Hospital en Winchester. Es la hija de John Anstruther-Gough-Calthorpe (hijo de Sir Richard Anstruther-Gough-Calthorpe, 2.º Barón) y Lady Mary-Gaye Georgiana Lorna Curzon (hija de Edward Curzon, 6.º Conde Howe). Su nombre de nacimiento fue Isabella Amaryllis Charlotte y llegó a ser conocida por la gente de su entorno como Bellie.
Tiene dos hermanos (su hermana mayor Georgiana, una artista, y su hermano menor Jacobi), cuatro medio-hermanos: dos del segundo matrimonio de su padre, incluyendo a la Gabriella Calthorpe; una medio-hermana del primer matrimonio de su madre; y otra medio-hermana del tercer matrimonio de su madre, la actriz Cressida Bonas.
Calthorpe fue educada en el Heathfield School en Ascot, y en el Bradfield College, antes de estudiar Historia clásica e Historia del arte en la Universidad de Edinburgo.

## Carrera
Después de asistir al London Academy of Music and Dramatic Art desde 2003 a 2005, se convirtió en actriz de teatro. También ha aparecido en películas como Stage Beauty y How to Lose Friends & Alienate People, en las series Harley Street y Trinity.

### Filmografía
| Año  | Título                                | Papel             | Notas                                                      |
| ---- | ------------------------------------- | ----------------- | ---------------------------------------------------------- |
| 2004 | Stage Beauty                          | Lady Jane Bellamy |                                                            |
| 2006 | The Inspector Lynley Mysteries        | Emily Proctor     | Episodio: Chinese Walls                                    |
| 2008 | Harley Street                         | Miranda Cost      | Episodios 1 y 2                                            |
| 2008 | How to Lose Friends & Alienate People | Anna              |                                                            |
| 2009 | Trinity                               | Rosalind Gaudain  | 8 episodios                                                |
| 2009 | The Prisoner                          | 765 - Wonkers     | 2 episodios, "Episodio 1: Arrival" y "Episodio 2: Harmony" |
| 2010 | 13Hrs                                 | Sarah Tyler       | (Lanzado como "Night Wolf" en Estados Unidos)              |
| 2011 | Blooded                               | Liv Scott         | Dirigida por Ed Boase                                      |
| 2013 | Fedz                                  | Detective Carter  |                                                            |

## Vida personal
Calthorpe es muy amiga de Guillermo de Cambridge y fue invitada a su boda. Cuando estaba soltera, aparecía frecuentemente en la prensa rosa como Tatler, Harper's Bazaar y Hello! 
El 6 de marzo de 2013, se casó con el productor y exmodelo Sam Branson, hijo de Sir Richard Branson. La pareja se casó en la propiedad de su padre cerca de Kruger National Park; boda a la que acudieron las princesas Beatriz y Eugenia de York.
El 9 de septiembre de 2014, fue anunciado que la pareja estaba esperando su primer hijo, y su hija Eva-Deia Branson nació el 19 de febrero de 2015. Tuvieron un segundo hijo, un varón llamado Bluey Rafe Richard Branson, el 18 de enero de 2017.